# Yom
Yom eller jom (hebraisk יׂום) er et ord som betyder "dag" på både moderne hebraisk (ivrit) og bibelsk hebraisk.

## Yom i bibelsk hebraisk
Ordet yom oversættes oftest dag. Afhængigt af sammenhængen kan yom imidlertid betegne forskellige tidsrum::370 
- tiden med lys (som modsætning til tiden med mørke, dag versus nat)
- et tidsrum på 24 timer (døgn)
- en generel, ubestemt tid (tidsperiode)
- et bestemt tidspunkt
- år (hvor ordet står i flertal, f.eks. 2 Mos 13,10 og 1 Sam 27,7)

Antallet af forskellige ord i den bibelske hebraiske tekst er ikke stort, kun knap 8200 ord, og samme ord har ofte forskellige betydninger afhængigt af sammenhængen.